# 伍婉婷
伍婉婷（英語：Yolanda Ng，1975年1月—），現為西九文化區管理局董事局成員和香港故宮文化博物館有限公司董事局成員；曾任聯合國兒童基金香港委員會倡議及社區拓展總監、曾於2008年至2019年為香港灣仔區議會議員，報稱無黨派（親建制），祖籍廣東汕尾。

## 經歷
伍婉婷早年在1978年至1980年間入讀藍田神召會華惠幼稚園，1987年畢業於潔心學校上午校，而後入讀一所女子中學。她其後在1995年於香港樹仁學院取得傳理系學位。在2007年區議會選舉中，當時仍然是新世紀論壇成員的伍婉婷以獨立人士身份，挑戰已退出民主黨的謝永齡，並以834票勝出謝的709票奪取其議席。往後，伍選後積極參與香港島各界聯合會活動。2011年香港區議會選舉，伍婉婷與民主黨方奕霖及人民力量鄺國柱競爭議席，最後伍以超過四分三票勝出。
約2014年曾於饒宗頤文化館工作，並曾為保普選反佔中大聯盟收集過簽名。　
2015年區議會選舉，未有其他參選人之下自動當選。
2017年2月14日，伍婉婷在灣仔區議會會議中討論到銅鑼灣崇光百貨外巴士站的士違例等客問題時，指巴士營運商亦有責任呼籲司機停正巴士站後才上落客。巧合地在2月19日，中環有巴士因為未完全停泊在巴士站就上落客，遭交通警秉公處理抄牌，事件使不少巴士司機不滿，並引發巴士司機於2月20日發起按章停站行動，將矛頭直指伍婉婷。伍婉婷事後道歉，又澄清她是要求針對私家車違法泊車加強執法。
2019年區議會選舉，基於區內人口變動，伍婉婷所屬選區有部分地區被劃歸鄰區；加上當年反修例風波影響，選舉由灣仔起步邱汶珊以1,918票多於伍婉婷的1,572 票當選，伍婉婷落敗。

## 外部連結
| 議會席位      | 議會席位                                                 | 議會席位      |
| ------------- | -------------------------------------------------------- | ------------- |
| 前任： 謝永齡 | 灣仔區議會 銅鑼灣選區區議員 2008年1月1日－2019年12月31日 | 繼任： 邱汶珊 |